# Mette Gøye
Mette Henriksdatter Gøye, född den 27 juni 1599 på Skjørringe, död den 17 oktober 1664 i Köpenhamn, var en dansk memoarskrivare, författare och adelsdam. Hon är känd för sin självbiografi.   
Hon var dotter till godsägaren Henrik Gøye (1562-1611) och Birgitte Brahe (1576-1619). Efter faderns död blev hennes bröder uppfostrade hos mostern Sophie Axelsdatter Brahe och dennas man, teologen och riksrådet Holger Rosenkrantz på Rosenholm. Efter moderns död kom också Mette och hennes syster Anne till Rosenholm. Efter den ingifte morbroderns död 1642 tillbragte hon resten av livet i Köpenhamn, därav 18 år hos sin släkting, kansler Christen Thomesen Sehested på Kongens Nytorv.
Hon utgav Praxis pietatis det er: Gudfryctigheds Øffuelse (1646) samt Tragica (1657). Hennes liv finns nedtecknat i en självbiografi, som hennes syster slutförde efter hennes död.